# Have Some Fun
Chansons représentant la Tchéquie au Concours Eurovision de la chanson
Malá dáma
(2007) Aven Romale
(2009)
Have Some Fun (en français, Amuse-toi) est la chanson représentant la Tchéquie au Concours Eurovision de la chanson 2008. Elle est interprétée par Tereza Kerndlová.

## Eurovision
Le diffuseur Česká televize organise un concours pour sélectionner la chanson représentant la Tchéquie au Concours Eurovision de la chanson 2008. Elle retient dix chanson pour une finale dans une émission de télévision Eurosong 2008 le 26 janvier 2008 qui donne lieu à un télévote ouvert depuis le 3 janvier. Have Some Fun remporte le vote.
Comme lors de sa participation l'année précédente la chanson tchèque n'a pas atteint la finale, elle doit d'abord être présentée dans une demi-finale. Le tirage au sort détermine la seconde demi-finale le jeudi 22 mai 2008.
La chanson est la huitième de la soirée, suivant Era stupendo interprétée par Paolo Meneguzzi pour la Suisse et précédant Hasta la vista interprétée par Rouslan Alekhno pour la Biélorussie.
La performance tchèque met en vedette Tereza Kerndlová vêtue d'une courte robe argentée et exécutant une chorégraphie avec quatre danseuses, deux d'entre elles sont aussi choristes, ainsi qu'un DJ masculin en arrière-plan se tenant devant un cœur argenté avec des ailes. Les écrans LED affichent des éléments jaunes en mouvement sur un sol sombre, il y a aussi des effets pyrotechniques. Les danseuses et DJ jouant avec Kerndlová sont Adéla Blažková, Alena Langerová, Daniela Jančichová, Veronika Krúpová et Jan Gajdoš. La performance de Tereza Kerndlová est incertaine.
À la fin des votes, elle obtient 9 points et finit dix-huitième et avant-dernière des dix-neuf participants. Elle ne fait pas partie des neuf premières chansons sélectionnées pour la finale, ni n'est choisie par les jurys.

### Points attribués à l'Estonie
| 12 points   | 10 points | 8 points | 7 points  | 6 points          |
| ----------- | --------- | -------- | --------- | ----------------- |
|             |           |          |           |                   |
| 5 points    | 4 points  | 3 points | 2 points  | 1 point           |
| - Macédoine |           |          | - Croatie | - Malte - Turquie |